# Hino Sōjō
Hino Sōjō (jap. 日野 草城; * 18. Juli 1901 in Tokio; † 29. Januar 1956), eigentlich Hino Yoshinobu (日野 克修), war ein japanischer Haiku-Dichter.

## Leben
Hino Sōjō wurde in Ueno, Tōkyōter Stadtbezirk Taitō geboren.
Während eines Studiums der Rechtswissenschaft an der Universität Kyōto rief er die gemeinsame Haiku-Gesellschaft der Universität und der Dritten Oberschule ins Leben. 1924 beendete er sein Studium und wurde Büroangestellter. Als Haiku-Dichter erhielt er eine Ausbildung bei der von Takahama Kyoshi herausgegebenen Zeitschrift Hototogisu zog im Alter von 21 Jahren Aufmerksamkeit auf sich, als von ihm geschriebene Haiku bis auf die erste Seite der Hototogisu gelangten. 1929, im Alter von 28 Jahren, wurde er schließlich in den festen Kreis der Zeitschrift aufgenommen.
1934 veröffentlichte er in der Zeitschrift Haikukenkyū (俳句研究, dt. „Haiku-Forschung“) den Haiku-Zyklus Miyako Hoteru, worin er die erste Hochzeitsnacht zweier neu Vermählter beschrieb und damit eine Schockwelle durch die Welt der Haiku-Dichtung sandte. Es handelte sich zwar um eine frei erfundene Geschichte, doch gab diese Anlass zu dem sogenannten Miyako-Hoteru-Streit, in dem Nakamura Kusatao und Kubota Mantarō scharfe Kritik übten, Murō Saisei dagegen als Verteidiger auftrat. 
1935 führte Sōjō die drei Zeitschriften Sōmatō aus Tōkyō, Seiryō aus Osaka und Hiyodori aus Kōbe zusammen und gründete die neue Zeitschrift Kikan, deren Leitung er übernahm.
Er sprach sich für eine moderne Form des Haiku ohne Jahreszeitenwörter aus und brach so endgültig mit dem konservativen Takahama Kyoshi, der ihn 1936 aus dem Kreis der Hototogisu ausschloss.
1949, nach dem Zweiten Weltkrieg, zog Sōjō nach Ikeda und gründete dort die Zeitschrift Seigen.
Am 29. Januar 1956 verstarb Hino Sōjō infolge einer Tuberkuloseerkrankung, durch die er bereits seit 1946 auf dem Krankenbett gelegen hatte.

## Kritik
Hino Sōjō gilt als Vorantreiber des modernen Haiku gegenüber den vor allem von Takahama Kyoshi vertretenen traditionellen Formen. Fukumoto Ichirō würdigte ihn in seinem Werk gleichen Titels als „Mann, der das Haiku veränderte“ (俳句を変えた男, haiku o kaeta otoko).

## Ausgewählte Haiku
- 春暁やひとこそ知らね木々の雨
Shungyō ya, hito koso shirane, kigi no ame.
Frühlingsmorgen. Die Menschen, ach, die wissen nichts von ihm, dem Regen in den Bäumen [weil sie noch schlafen].
- 松風に誘はれて鳴く蟬一つ
Matsukaze ni, sasowarete naku, semi hitotsu
Eingeladen vom Wind, der in den Kiefern weht, zirpt eine Grille.
- 秋の道日かげに入りて日に出でて
Aki no michi, hikage ni irite, hi ni idete
Herbstweg. Ich gehe hinein in den Schatten, gehe hinaus in die Sonne.
- 荒草の今は枯れつつ安らかに
Kōsō no, ima wa karetsutsu, yasuraka ni
Verwelkend, doch in Frieden nun, da ich ein verwildertes Kraut bin.
- 見えぬ眼の方の眼鏡の玉も拭く
Mienu me no, hō no megane no, tama mo fuku.
Auch das Brillenglas auf der Seite des blinden Auges putze ich.

## Werke

### Haiku-Sammlungen (Auswahl)
- Sōjō kushū. 1927.
- Aoshiba. 1932.
- Kinō no hana. 1935.
- Tentetsushu. 1938.
- Tambo. 1949.
- Jinsei no gogo. 1953.
- Shirogane. 1956.

### Sonstiges
- Shin kōro. 1940.
- Tembōsha. 1940.
- Bifū no hata. 1947.